# Kleine Taimyr-Insel
Die Kleine Taimyr-Insel (russisch Малый Таймыр/Maly Taimyr) mit einer Fläche von 232 km² ist Teil der Inselgruppe Sewernaja Semlja im Nordpolarmeer und gehört zu Russland.
Die Insel liegt südöstlich der Bolschewik-Insel, einer der drei großen Hauptinseln von Sewernaja Semlja, und mit der westlich vorgelagerten Starokadomski-Insel und einigen Eilanden nordöstlich der Taimyr-Halbinsel am Ostausgang der Wilkizkistraße. Sie wurde erst 1913 von der Hydrographischen Expedition des Nördlichen Eismeers entdeckt und hieß bis 1926 Zessarewitsch-Alexei-Insel (russisch: Остров Цесаревича Алексея).